# Allée des Cardinoux
L'allée des Cardinoux est une voie du 19e arrondissement de Paris, en France.

## Situation et accès
L'allée des Cardinoux est une voie privée située dans le 19e arrondissement de Paris. Elle débute au 212, boulevard Macdonald et se termine au 81, rue Émile-Bollaert.

## Origine du nom

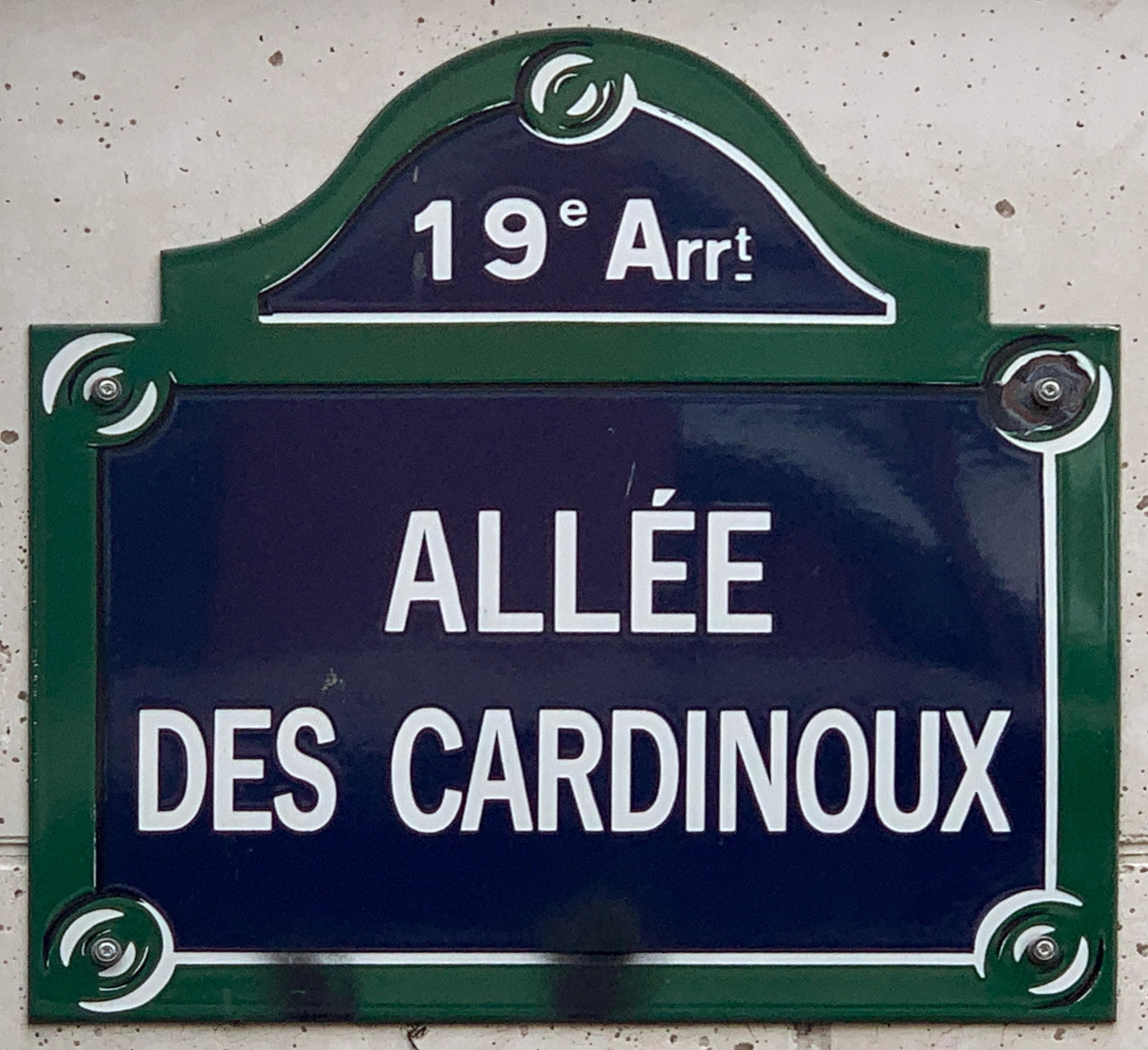
Plaque de l'allée.

Cette voie doit son nom à la proximité d'un ancien lieu-dit, « les Cardinoux ».

## Historique
La voie est créée dans le cadre de l'aménagement du secteur Aubervilliers sous le nom provisoire de « voie DQ/19 » et prend sa dénomination actuelle par un arrêté municipal du 16 décembre 1998. 